# Tommy Pham
Pour les articles homonymes, voir Pham.
Thomas James Pham (né le 8 mars 1988 à Las Vegas, Nevada, États-Unis) est un voltigeur des Pirates de Pittsburgh de la Ligue majeure de baseball.

## Carrière
Tommy Pham est repêché par les Cardinals de Saint-Louis au 16e tour de sélection en 2006. Il gradue au niveau Triple-A des ligues mineures chez les Redbirds de Memphis en 2013 et en 2014 y maintient en 104 matchs joués une moyenne au bâton de ,324 qui est la 3e plus élevée de la Ligue de la côte du Pacifique.
Pham fait ses débuts dans le baseball majeur avec Saint-Louis le  9 septembre 2014 face aux Reds de Cincinnati.
En 2017, il cumule 23 coups de circuit et 73 points produits en 128 matchs des Cardinals, tout en frappant pour une moyenne au bâton de ,306. Sa moyenne de présence sur les buts se chiffre à ,411 et sa moyenne de puissance à ,520. Cette excellente saison lui vaut des votes pour le prix du joueur par excellence de la Ligue nationale, où il prend le 11e rang du scrutin de fin d'année.